# José Donoso
José Donoso (Santiago de Chile, 5 de outubro de 1924 — Santiago do Chile, 7 de dezembro de 1996) foi um romancista, contista, professor e jornalista chileno.

## História
Em 1957, enquanto vivia com uma família de pescadores, publicou seu primeiro romance, Coronación, na qual realizou uma descrição magistral das classes abastadas de Santiago e sua decadência. Em 1961, casou-se com María del Pilar Serrano. Em 1963 Coronación foi publicada nos EUA pela primeira vez pela editora Alfred A. Knopf.
Posteriormente, mudou-se para a Espanha, onde residiu entre 1967 e 1981. Ali publicou El obsceno pájaro de la noche (1970), considerado um de seus melhores trabalhos e, certamente, o de maior inspiração e ambição literária. Em 1972 publicou o ensaio Historia personal del «Boom» e em 1973 as noveletas Tres novelitas burguesas. Quando do golpe de Estado de Pinochet em 1973, considerou-se auto-exilado na Espanha.
Em 1978 publicou Casa de campo, romance de crítica sutil à ditadura chilena e que obteve o Premio de la Crítica em 1979. Seu romance erótico La misteriosa desaparición de la marquesita de Loria (1979), demonstrou, para alguns, que não dominava todos os gêneros literários com igual maestria. Não obstante, El jardín de al lado (1981) e La desesperanza (1986) recuperaram o brilho de um dos mais importantes autores da literatura chilena na segunda metade do século XX.
Como jornalista, trabalhou na revista chilena Ercilla (1960-65) e colaborou com a mexicana Siempre. Foi membro da Academia Chilena de la Lengua. Em 1981 foi um dos primeiros escritores chilenos a instalar uma oficina literária da qual participaram escritores como Arturo Fontaine Talavera e Carlos Franz.
Em 2007 foi editado um romance inédito do autor, Largatija sin cola (originalmente chamado La cola de la lagartija, mas cujo título foi modificado pela editora), bem como uma biografia escrita pela filha de Donoso, Pilar Donoso.

## Obras
- Verano y otros cuentos (contos, 1955)
- Coronación (romance, 1957)
- El charleston (contos, 1960)
- El lugar sin límites (romance, 1965)
- Este domingo (romance 1966)
- El obsceno pájaro de la noche (romance, 1970)
- Historia personal del boom (memórias, 1972)
- Tres novelitas burguesas (romance, 1973)
- Casa de campo (romance, 1978)
- O misterioso desaparecimento da Marquesinha de Lória - no original La misteriosa desaparición de la marquesita de Loria (romance, 1980)
- El jardín de al lado (romance, 1981)
- Poemas de un novelista (poesia, 1981)
- Cuatro para Delfina (romance, 1982)
- La desesperanza (romance, 1986)
- Taratura y naturaleza muerta con cachimba (romance, 1989)
- Donde van a morir los elefantes (romance, 1995)
- Conjeturas sobre la memoria de mi tribu (memórias, 1996)
- Nueve novelas breves (romance, 1997)
- El mocho (1997)
- Largatija sin cola (romance, 2007)

Além disso, uma compilação dos artigos escritos para revistas foi reunida por Cecilia García-Huidobro em Artículos de incierta necesidad (1998).